# Mitchell Mann
Mitchell Mann est un joueur de snooker de nationalité anglaise né le 26 décembre 1991 à Birmingham. Il compte trois titres dans sa carrière amateure. Surnommé "The Iron", son meilleur classement sur le circuit professionnel est la 70e place atteinte en mai 2016. 
Sa carrière est principalement marquée par une demi-finale atteinte à l'occasion du Classique Paul Hunter 2017. Il y avait battu des joueurs moins biens classés que lui, à l'exception de Mark Joyce (42e mondial) en quart de finale. Mann s'est ensuite incliné en demi-finale contre Michael White (4-1).

## Carrière
Sa carrière chez les juniors est principalement marquée par une victoire lors du tournoi de Pot Black en 2007, battant Jack Lisowski sur le score de 76-23 en finale.
Mann fait sa première apparition au championnat du monde en 2016, en battant Matthew Selt et Dechawat Poomjaeng aux deux derniers tours de qualifications, à chaque fois à la manche décisive. Classé no 74 mondial au moment du tournoi, il officie en tant que joueur le moins bien classé du grand tableau, statut qui se fait sentir puisqu'il est battu d'entrée par Mark Allen, sur le score de 10-3. Mann acquiert son meilleur résultat en compétition l'année d'après, il atteint pour la première fois de sa carrière la demi-finale d'un tournoi classé au Classique Paul Hunter, où il profite d'un tableau ouvert, de nombreux joueurs n'ayant pas participé. Il est battu par le Gallois Michael White 4 manches à 1. 

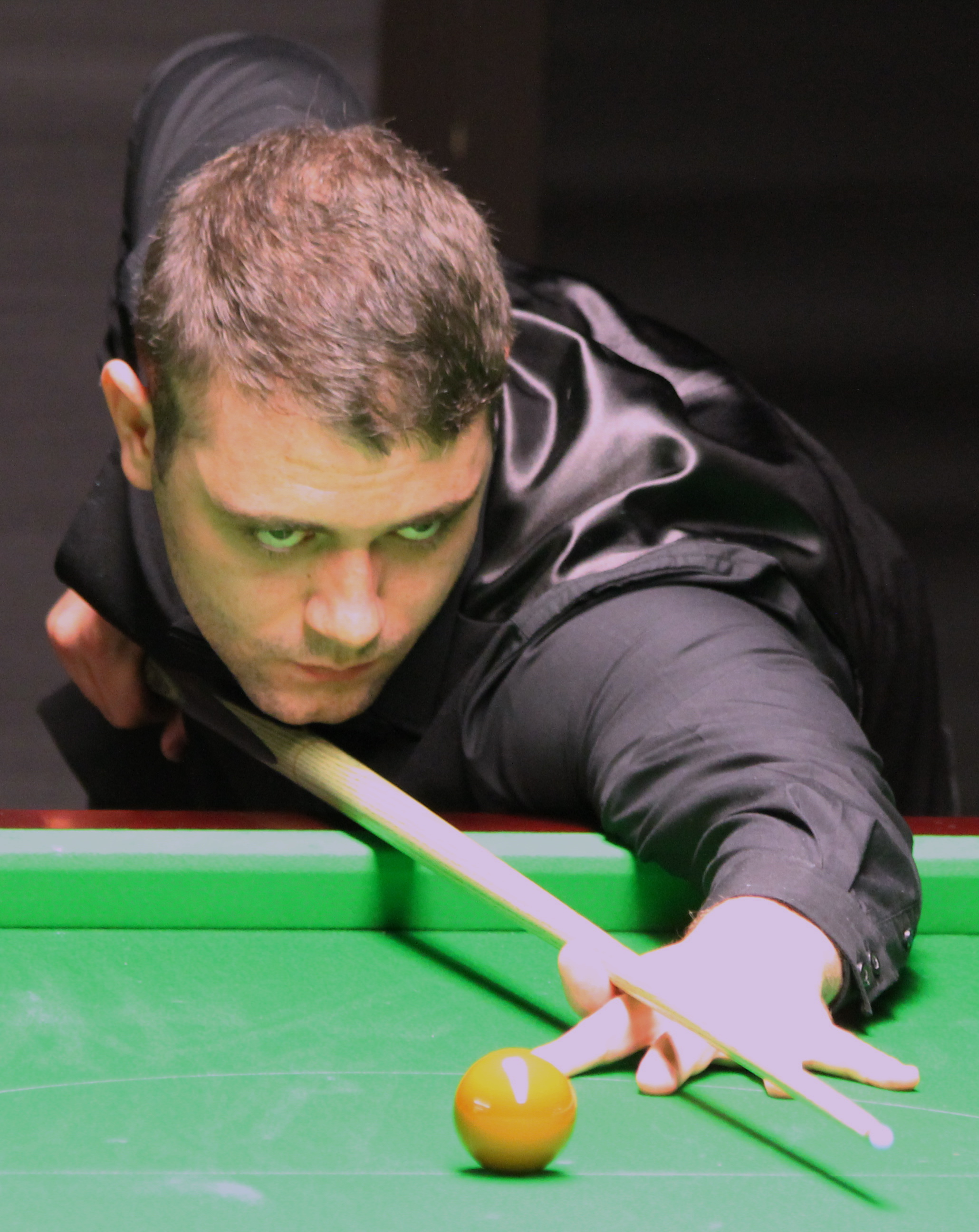
Mitchell Mann au Classique Paul Hunter en 2012.

Mitchell Mann perd sa place dans le circuit professionnel à l'issue de la saison 2017-2018. En juillet 2018, il est finaliste de la 2e épreuve du circuit du challenge à Preston puis il remporte le mois suivant la 4e épreuve à Fürth. Classé en 3e position du classement général de ce circuit amateur, Mann réintègre le circuit professionnel pour la saison 2019-2020.
Mann redescend sur le circuit secondaire à l'issue de la saison 2022-2023, et y passe un an, regagnant sa place à l'occasion du deuxième tournoi de qualification au circuit professionnel organisé en mai 2024. 

## Palmarès
| Légende | Catégorie                        | Titres                         | Finales                        |
|         | Tournois classés                 | 0                              | 0                              |
|         | Tournois non classés             | 0                              | 0                              |
|         | Tournois du circuit du challenge | 1                              | 1                              |
|         | Tournois amateurs                | 2                              | 0                              |
| Gras    | Tournois de la triple couronne   | Tournois de la triple couronne | Tournois de la triple couronne |

### Titres
| Saison    | Nom du tournoi                   | Lieu      | Finaliste     | Score | Tableau |
| 2007      | Pot Black Junior                 | Sheffield | Jack Lisowski | 1-0   |         |
| 2014      | Championnat d'Europe amateur     | Sofia     | John Whitty   | 7-2   |         |
| 2018-2019 | Circuit du challenge (épreuve 4) | Fürth     | Dylan Emery   | 3-0   |         |

### Finales
| Saison    | Nom du tournoi                   | Lieu    | Finaliste   | Score | Tableau |
| 2018-2019 | Circuit du challenge (épreuve 2) | Preston | David Grace | 0-3   |         |